# De zaak Carotassis
De zaak Carotassis is een stripverhaal uit de reeks Poezekat. Het werd geschreven door Yann en getekend door Denis Bodart. Ook de bedenker van deze reeks, Raymond Macherot, staat vermeld op het album, maar hij had geen inbreng in het verhaal. Het album verscheen in 1989 bij uitgeverij Marsu Productions. Het verhaal bouwt verder op de verhaallijnen uit Poezekat en de krompier uit 1964.

## Verhaal
In Zooland, waar geen dier andere dieren mag eten, heerst onrust: de aristocratie bestaat uit dieren die van vleeseters afstammen, tot groeiend ongenoegen van de planteneters. In deze situatie wordt Poezekat bij de koning geroepen. Hij krijgt er de opdracht om te zorgen dat de schandaalpers uit de buurt blijft van prinses Leonie en haar verloofde, het konijn Aristoteles Carotassis, tijdens een cruise. Poezekat vertrouwt Carotassis allerminst. Op het schip leert hij een diva kennen die Carotassis goed kent en hem in diskrediet kan brengen. Poezekat wil haar ondervragen, maar krijgt de kans niet: ze raakt vermist en wordt dood in het water aangetroffen. Poezekat treft op het schip ook een met Carotassis bevriende vervalser aan.
Poezekats zoektocht op het schip wordt onderbroken: de koning wil hem op een andere zaak zetten. Er is een gerucht verspreid dat de moeder van de koningin een buitenechtelijke zoon heeft en dat de koning die angstvallig opgesloten houdt. Poezekat moet de zaak uitspitten. Wat later krijgt hij van de diva's weduwnaar te horen dat Carotassis zijn rijkdom oneerlijk vergaart: hij wedt op kikvorsrennen, maar hij heeft die vervalst en wint zodoende veelvuldig.
Het volk komt door het schandaal binnen het koningshuis nog meer in opstand tegen de koning en wil een republiek instellen. Carotassis jut het volk op en komt met de zogenaamde halfbroer van de koning op de proppen. De koning en Poezekat worden gevangengenomen. Poezekat wordt naar een operatiekwartier gestuurd waar hij zal omgevormd worden in een kikvors. Een patiënt in het kwartier ziet het allemaal gebeuren en helpt Poezekat uit de handen van Carotassis' handlangers. Het blijkt niemand minder dan Poezekats assistente Zonzon, die zich van vogel in kat heeft laten transformeren. Poezekat kan live voor de camera's het bedrog van Carotassis aantonen, waarna het volk het konijn weer uitspuwt en de koning weer de macht geeft.
Tot slot blijkt dat de moeder van de koning inderdaad een affaire had. De enige getuige, een muis, wordt uit de weg geruimd: Poezekat krijgt de opdracht het dier op te eten.